# Kaucers
Kaucers este o arie protejată (arie specială de conservare — SAC, sit de importanță comunitară — SCI, arie de protecție specială avifaunistică — SPA) din Letonia întinsă pe o suprafață de 2.768,5 ha, integral pe uscat.

## Localizare
Centrul sitului Kaucers este situat la coordonatele 56°16′03″N 26°51′50″E / 56.2675°N 26.864°E.

## Înființare
Situl Kaucers a fost declarat arie de protecție specială avifaunistică în decembrie 2003 pentru a proteja 6 specii de plante și 6 specii de animale. Alte tipuri de protecție:
- sit de importanță comunitară (în mai 2004)
- arie specială de conservare (în mai 2004)[1][3][4]

## Biodiversitate
Situată în ecoregiunea boreală, aria protejată conține 17 habitate naturale: Lacuri eutrofice naturale cu vegetație de tip Magnopotamion sau Hydrocharition, Pajiști uscate seminaturale și facies de acoperire cu tufișuri pe substraturi calcaroase (Festuco-Brometalia) (* situri importante pentru orhidee), Formațiuni ierboase bogate în specii de Nardus, dezvoltate pe substraturi silicioase în zone montane (și în zone submontane, în Europa continentală), Pajiști fino-scandinave uscate până la mezice, bogate în specii de altitudine mică, Pajiști cu Molinia pe soluri calcaroase, turboase sau argilos-nămoloase (Molinion caeruleae), Liziere de ierburi înalte hidrofile de câmpie și de nivel montan până la alpin, Pajiști aluvionare boreale nordice, Fânețe de joasă altitudine (Alopecurus pratensis, Sanguisorba officinalis), Mlaștini turboase de tranziție și turbării mișcătoare, Izvoare fino-scandinave și mlaștini produse de izvoare bogate în minerale, Taiga vestică, Păduri caducifoliate bătrâne naturale hemiboreale fino-scandinave (Quercus, Tilia, Acer, Fraxinus sau Ulmus) bogate în specii epifite, Păduri fino-scandinave bogate în ierburi cu Picea abies, Păduri caducifoliate de mlaștină fino-scandinave, Păduri pe pante, grohotișuri și ravene de Tilio-Acerion, Mlaștini împădurite, Păduri aluvionare cu Alnus glutinosa și Fraxinus excelsior (Alno-Padion, Alnion incanae, Salicion albae).
La baza desemnării sitului se află mai multe specii protejate:
- plante (6): turiță (Agrimonia pilosa), Hamatocaulis lapponicus, Hamatocaulis vernicosus, moșișoare (Liparis loeselii), Najas flexilis, Najas tenuissima
- păsări (5): barză albă (Ciconia ciconia), cristeiul de câmp (Crex crex), ciocănitoare neagră (Dryocopus martius), cocor (Grus grus), ciocănitoare verzuie (Picus canus)
- amfibieni (1): triton cu creastă (Triturus cristatus)

Pe lângă speciile protejate, pe teritoriul sitului au mai fost identificate 18 specii de plante, 1 specie de amfibieni, 1 specie de nevertebrate.